# Дхирубхай
Дхирубхай (KG-D6, англ. Dhirubhai) — крупное нефтегазовое месторождение в Индии. Расположено в Бенгальском заливе на юго-востоке от г. Ченнай. Открыто в 2002 году. Глубина моря колеблется от 400 до 2700 м. Начальные запасы газа составляют 1,6 трлн м³.
Месторождение относится к нефтегазоносному бассейну Кришна-Годавари. Нефтегазоносность связана с отложениями плиоценового, плейстоценового и миоценового возраста. Залежи на глубине 2,5-4,0 км.
Оператором месторождения является компания «Reliance Industries» (90 %). Другим участником разработки является «Nico Resources» (10 %).